# Maria Rennotte
Jeanne Françoise Joséphine Marie Rennotte (Souverain-Wandre, 11 de fevereiro de 1852 - São Paulo, 21 de novembro de 1942) foi uma imigrante belga, professora, feminista e médica.
Descrita por um passaporte como tendo 1,60 metros de altura, olhos acinzentados e cabelos loiros, foi uma professora que defendia ideias progressistas em meados de 1880, incentivando, por exemplo, classes mistas e o ensino de ciências químicas e naturais para meninas. Seus ideais feministas, que estão presentes em diversas publicações de jornais e revistas brasileiros, foram essenciais para que garantisse não só a si mesma, mas a suas alunas, o direito de aprender e cravar seu papel na sociedade brasileira.
Formou-se em medicina nos Estados Unidos quando tinha mais de 40 anos, algo que não era esperado de uma mulher desta idade na época. Voltou ao Brasil pouco depois para começar a atuar como médica em São Paulo, onde deixou grandes contribuições, como a criação da filial paulista da Cruz Vermelha Brasileira e do Hospital de Crianças.

## Educação
Em 19 de julho de 1874, aos 22 anos, Maria Rennotte concluiu o Curso Normal, da Sociedade de Instrução Básica. Na época, a estudante se formou com elogios em relação aos seus desempenhos em domínio musical e também nos idiomas francês e alemão.
Em 20 de julho de 1875, garantiu o certificado Capacidade para Ensino - Ordem de Professor II, o que equivalia na época ao curso conhecido como Magistério. Os diplomas de Rennotte estão arquivados no Instituto Histórico e Geográfico de São Paulo. No três anos seguintes, foi professora de francês em Mannheim, na Alemanha.

## Chegada ao Brasil
Em 1878, aos 26 anos, Maria Rennotte chegou ao Brasil, no Rio de Janeiro, com a missão de ser uma preceptora, pessoa que orienta e acompanha a educação de uma criança ou adolescente, em uma casa de família. De acordo com a família para a qual prestou o serviço, Maria era uma profissional competente e bastante responsável.
Além de ter atuado como preceptora, Rennotte deu aulas de francês, desenho, alemão e caligrafia no Colégio Werneck, instituição particular também localizada na capital fluminense, no bairro do Engenho Novo. A escola era voltada para a educação feminina da elite do Rio de Janeiro e possuía ampla divulgação nas páginas do Almanaque Laemmert.

### O Colégio Piracicabano
Em 1882, Maria foi contratada pelo Colégio Piracicabano, localizado em Piracicaba, cidade do interior do Estado de São Paulo, que havia sido fundado no ano anterior por Martha Watts, missionária e educadora estadunidense. A escola era voltada para a educação feminina e possuía os cursos fundamental e médio, seguindo um modelo metodista protestante e priorizava métodos empíricos de ensino, contava com matérias científicas na grade curricular e deixava de lado as regras ligadas aos papéis de gênero esperados da época.
Maria também defendia a igualdade entre os sexos, a educação mista que unisse meninos e meninas em sala de aula, o estudo de ciências dentro de escolas femininas, entre outras coisas, que foram todas refletidas em suas ações durante o período em que permaneceu no Colégio Piracicabano. Ao lado de Watts, Rennotte deu aulas de ciências, francês e matemática, formou classes mistas de química e física, criou um museu de história natural e abriu uma sociedade literária com suas alunas.
Por causa de seus ideais considerados progressistas em uma época na qual colégios católicos que seguiam uma educação humanista eram maioria no sistema de ensino brasileiro, Maria Rennotte foi bastante criticada por freiras do Colégio de Nossa Senhora do Patrocínio, que ficava em Itu, cidade vizinha. As irmãs da instituição católica começaram a difamar Maria e as demais professoras do Colégio Piracicabano, o que fez com que Rennotte utilizasse a imprensa da cidade para defender seus ideais, deixando claro que era contra o ensino que até então vinha sendo considerado tradicional.
Na época, Maria e o Colégio Piracicabano foram criticados, mas também receberam apoio de importantes comunidades da época, como o dos republicanos e principalmente dos liberais, que viam na professora uma aliada capaz de levar a ideia do liberalismo de educação para frente, pensamento que também envolvia a autonomia de mulheres nos sistemas de educação e trabalho. Com as elites progressistas da época e a corrente de pensamento que se formava com o surgimento de outros colégios protestantes, ficava óbvio que aos poucos os valores da época mudariam e deixariam de ser exclusivamente conservadores e católicos.
Seus frutos como professora possibilitaram que outras mulheres da sociedade brasileira também fossem reconhecidas. Anna Maria de Moraes Barros foi uma aluna e professora assistente muito próxima de Maria Rennotte, que chegou a ser descrita por Martha Watts como uma “jovem ajudante brasileira, que segue Maria Rennotte até onde pode”, a mesma também disse em uma ocasião que quem conhecesse Anna Maria, veria que ela tinha ideias que agradavam e que por isso, ninguém a desdenharia por ser brasileira.
Em 1882, o Gazeta de Piracicaba publicou dois textos de Anna Maria em seu jornal. O Sonho e Uma Tempestade no Mar, este último, foi acompanhado da seguinte nota do editor: “Colocamos, pois à apreciação dos leitores o trabalho da nossa jovem e contamos agradá-los por mostrar que agora Piracicaba possui filhas inteligentes e estudiosas, capazes de escrever para o público”.

### Feminismo
A professora belga conhecia os estudos de diversas mulheres feministas como os das brasileiras Nísia Floresta Brasileira Augusta e Francisca Senhorinha da Motta Diniz e das europeias Olympe de Gouges e Mary Wollstonecraft.
Além de suas contribuições para a evolução do sistema educacional brasileiro, incentivando classes mistas e o ensino de ciências naturais e biológicas para meninas, Maria também utilizou a imprensa diversas vezes para expor suas ideias de emancipação feminina por meio do trabalho e dos estudos.
Em 1882, Maria publicou no jornal Gazeta de Piracicaba, um artigo intitulado A Educação da Mulher, no qual afirmava que os papeis que homens e mulheres tinham na época influenciavam negativamente a vida de mulheres que cresceriam sem instrução necessária para garantir participação mais ativa na sociedade. O artigo foi dividido em três partes, publicados na respectivas datas, 23, 25 e 30 de agosto.
“E que é bem triste dizê-lo, a mulher é de alguma sorte tratada abaixo de sua dignidade, observada, em algumas relações, como um ser que nada pode, para não dizer completamente nulo. Esta injustiça inveterada desde o princípio dos séculos, continuou através dos tempos e acreditou-se, e um bom número ainda acredita, que a mulher de uma constituição fraca não pode empreender um trabalho que exigir força de concepção, e por conseguinte, em uma palavra, que na mulher a matéria tem primazia sobre a inteligência.
Apoiando-se sobre esse sophisma, recusaram iniciar a mulher em todas as carreiras. Manejar a agulha, ocupar-se dos cuidados materiais da casa, eis o que, até hoje, por assim dizer, tem sido a tarefa que lhe impuseram: é esta a barreira posta à sua inteligência.
[...] A solidariedade universal sendo a mais generosa das aspirações humanas, por que recusar à mulher os meios de tomar parte nesta grande obra? Por que lhe restringir a esfera, obstruir, interceptar o voo de seu pensamento? Eu não aconselho, de certo, que faças de vossas senhoras, de vossas filhas, mulheres análogas as ridicularizadas por Moliere na sua sátira imortal, não, eu não venho reclamar para a mulher senão a posição que lhe convém, se não o lugar que lhe é devido, senão a dignidade a qual ela tem direito: a de agir.”
Também na década de 1880, passou a colaborar com artigos no jornal A Família, publicação feminista da época, liderada por Josefina Álvares de Azevedo. Em um artigo chamado Mulher e Liberdade, publicado em 25 de maio de 1889, Maria Rennotte escreveu sobre suas definições de liberdade e do que as mulheres poderiam fazer com ela:
“Numa das definições que acima dei da palavra de que é objeto este artigo, avancei que liberdade não podia significar faculdade ou livre arbítrio de nada fazer, pois que liberdade não podia dignificar faculdade ou livre arbítrio de nada fazer, pois que a ela está ligada a ideia de ação. Visto que a ação traz consigo a ideia de responsabilidade de um autor e que a mulher, que faz parte da constituição da humanidade ‘assume uma responsabilidade igual à do homem perante a sociedade’, ela deve, pois, gozar dos mesmos direitos que este, porque não há lei que naturalmente não apresente duas fases, não há decreto ordenando, nem o seu corolário que proíbe, porque não há edito que impõe sacrifícios sem conceder ao mesmo tempo privilégios.”

## Saída do Brasil
Em 1889, aos 40 anos de idade, Maria Rennotte deixou o Colégio Piracicabano após sete anos de trabalho na instituição. De acordo com a Martha Watts, a professora estava motivada a aprimorar seu trabalho, mas também foi embora por motivos de lazer e para cuidar de sua saúde. A diretora do Piracicabano sentiu falta da professora que a ajudou a mudar a forma com que Piracicaba e cidades vizinhas enxergavam a educação. “Aqueles que entendem tais situações podem entender o que significou para o meu trabalho perder uma ajudante tão eficiente”, escreveu Watts.
No mesmo ano, Maria entrou na Woman’s Medical College of Pennsylvania para estudar medicina. A escola foi criada em 1850, em Quaker, na Filadélfia, Estados Unidos, e foi a primeira instituição de medicina exclusiva para mulheres na América do Norte.
Na mesma época em que Maria começou os estudos em medicina nos EUA,  havia pouquíssimas médicas no Brasil, sendo elas Maria Augusta Generoso Estrela, a primeira mulher brasileira formada em medicina, em Nova York, e Rita Lobato Velho Lopes, primeira médica brasileira graduada em uma faculdade brasileira.
Em 1892, Maria Rennotte conclui a graduação, seu diploma contém a data de 5 de maio. Com o curso completo, a professora, e agora médica, foi até a França para se especializar como obstetra, neonatologista e ginecologista. A profissional trabalhou em alguns hospitais de Paris, como Hôtel-Dieu e Saint-Louis.

## Retorno ao Brasil
Em 1895, Maria retorna ao Brasil e em 26 de março consegue a validação de seu diploma internacional, para que o documento que validava sua graduação em medicina pudesse ser reconhecido em território brasileiro, capacitando-a a trabalhar como médica. Para isso, apresentou na Faculdade de Medicina e de Farmácia do Rio de Janeiro, a tese  Influência da Educação da Mulher sobre a Medicina Social, que foi publicada pela editora Typographia Aldina.
No mesmo ano, a professora e médica passa a morar em São Paulo, em um momento no qual a capital paulista recebia uma grande onda de imigrantes, que ultrapassava sua capacidade de abrigo, fazendo com que problemas como saneamento básico e saúde em regiões centrais e periféricas começassem a surgir com mais frequência e a se agravar. Ao mesmo tempo, São Paulo possuía uma elite que mostrava-se aberta para o crescimento do serviço público e particular de saúde. Ainda assim, Maria atendia as mulheres da elite à domicílio e em consultórios particulares, enquanto mulheres pobres eram atendidas em ambulatórios.
Rennotte trabalhava muito como parteira e também em 1895 tornou-se médica interna da Maternidade de São Paulo, que tinha como principal objetivo atender mulheres pobres da capital.
Em 4 de maio de 1901, a médica torna-se a primeira mulher a integrar o Instituto Histórico e Geográfico de São Paulo.

### Criação da filial paulista da Cruz Vermelha
Em meados de 1910, a Sociedade de Medicina e Cirurgia de São Paulo envia a médica para a Europa para que ela observasse a Cruz Vermelha em alguns países com o intuito de obter informações para instalar uma filial da organização humanitária em São Paulo. Rennotte visitou países como França e Alemanha e em 5 de outubro de 1912, participou da fundação da filial paulista da instituição, que virou notícia no jornal Correio Paulistano, sendo creditada como organizadora da regional paulista.
No mesmo ano, Maria Rennotte criou a Escola Prática de Enfermeiras, que funcionou inicialmente na Santa Casa de Misericórdia de São Paulo e posteriormente na sede da Cruz Vermelha, que ficava na rua Líbero Badaró. A instituição fornecia cursos de enfermagem profissional, voluntariado, enfermagem do lar e primeiros socorros. Além da própria Maria atuando como professora, a escola também contava com aulas da doutora Casemira Loureiro, que também trabalhava na Santa Casa.

### Continuação dos trabalhos como médica
Em 1912, Rennotte teve a ideia de começar uma campanha a favor da construção de um hospital exclusivo para crianças, por causa da alta taxa de mortalidade infantil da capital São Paulo e da falta de recursos para tratar a estes pacientes especificamente. Assim, foi fundado o Hospital de Crianças, que manteve-se em funcionamento até a década de 1980.
A iniciativa foi realizada principalmente por causa dos argumentos que Maria utilizava, como por exemplo o de que se cada uma das 176 mil crianças que estudavam em escolas primárias da capital paulista contribuísse com um tostão por mês, seria possível construir e ajudar o hospital a funcionar.

## Morte
Em 1932, Rennotte completou 80 anos e já não tinha mais como atuar como médica por conta de questões de velhice e saúde. Na época, a medicina em São Paulo estava totalmente voltada para as vítimas dos conflitos da Revolução Constitucionalista de 1932.
Em 1938, já surda e quase cega, o jornalista Mário Guastini iniciou uma campanha em favor da saúde e do reconhecimento da médica, o que resultou no interventor federal paulista José Joaquim Cardoso de Melo Neto assinando um decreto que determinava que a médica, que se encontrava em condições financeira e de saúde precárias, deveria receber uma pensão vitalícia de cerca de mil cruzeiros mensais.
Maria Rennotte morreu em 21 de novembro de 1942, aos 90 anos, em São Paulo. O corpo da médica e professora foi velado em uma casa na rua João Moura, na região de Pinheiros. O sepultamento foi feito na tarde da mesma data, no Cemitério dos Protestantes, no bairro da Consolação.